# Leo Hess
Leo Hess, geboren als Leo Hescheles (* 6. Februar 1879 in Wien; † 17. August 1963 in Brookline, Massachusetts) war ein austroamerikanischer Internist und Neurologe.

## Leben
Leo Hess, Sohn des Bernhard Hess und der Minna geborene Sussman, widmete sich nach abgelegter Matura einem Studium der Medizin an den Universitäten Heidelberg und Wien, bevor er 1903 in Wien zum Dr. med., 1905 zum Dr. rer. nat. promoviert wurde. In der Folge bekleidete er an der Universität Wien Assistenzarztstellen bei Hermann Nothnagel danach bei Carl von Noorden an der 1. Medizinischen Klinik, bei Julius Wagner-Jauregg an der Psychiatrischen Klinik, drei Jahre an der 1. Augenklinik sowie bei Adolf von Strümpell und 15 Jahre bei Franz Chvostek an der III. Medizinischen Klinik. Mit Hans Eppinger junior erarbeitete er 1909 die Theorie von Vagotonie und Sympathikotonie, Erscheinungsformen des Gefäßtonus.
Leo Hess habilitierte sich 1918 in Wien für Innere Medizin, 1925 erfolgte seine Ernennung zum außerordentlichen, 1929 zum ordentlichen Professor. Leo Hess, der parallel dazu am Rothschild-Spital tätig war, hatte Mitgliedschaften in der Gesellschaft der Ärzte in Wien, im Verein für Psychiatrie und Neurologie in Wien sowie in der Deutschen Chemischen Gesellschaft in Berlin inne.
Leo Hess, dem nach dem Anschluss Österreichs an das nationalsozialistische Deutsche Reich die Venia Legendi aberkannt worden war, emigrierte daraufhin in die USA, wo er von 1939 bis 1941 als Professor der Medizin an der Middlesex University in Waltham, Massachusetts, später am Beth Israel Hospital in Boston wirkte. Hess forschte unter anderem über das vegetative Nervensystem, den Morbus Basedow, Magen- und Darmgeschwüre, die Pathologie des Ödems sowie über Säurevergiftungen.

## Schriften
- mit Paul Saxl, Karl Rudinger: Biologie des Menschen: aus den wissenschaftlichen Ergebnissen der Medizin für weitere Kreise dargestellt. Julius Springer, Wien 1910.
- mit Paul Saxl: Zur Kenntnis der spezifischen Eigenschaften der Karzinomzelle. Wien 1909.
- mit Hans Eppinger: Die Vagotonie; eine klinische Studie Hirschwald 1910.
- Vegetatives Nervensystem und Verdauungsorgane. Julius Springer, Wien 1925.
- Nervöse Erkrankungen des Magens. Julius Springer, Wien 1926.
- Lungen-Infarkt und Lungen-Ödem. Schwabe, Basel 1939.